# Primera División de Macedonia del Norte 2021-22
La Primera División de Macedonia 2021-22 será la edición número 30 de la Primera División de Macedonia. La temporada comenzó el 8 de agosto de 2021 y terminara en mayo de 2022.
El Shkëndija es el vigente campeón tras ganar la temporada pasada su cuarta liga de su historia.

## Sistema de competición
Los 12 equipos participantes jugaran entre sí todos contra todos tres veces totalizando 33 partidos cada uno, al término de la jornada 33 el primer clasificado se coronara campeón y obtendrá un cupo para la Primera ronda de la Liga de Campeones 2022-23, mientras que el segundo y tercer clasificado obtendrán un cupo para la Primera ronda de la Liga Europa Conferencia 2022-23; por otro lado los cuatro últimos clasificados descenderán a la Segunda División 2022-23.
Un tercer cupo para la Primera ronda de la Liga Europa Conferencia 2022-23 será asignado al campeón de la Copa de Macedonia.

## Ascensos y descensos
| Pos. | de la Primera División de Macedonia 2020-21 |
| ---- | ------------------------------------------- |
| 9.º  | Sileks                                      |
| 11.º | Vardar                                      |
| 12.º | Belasica                                    |

| Pos. | de la Segunda Liga de Macedonia 2020-21 |
| ---- | --------------------------------------- |
| 1.º  | Bregalnica (Este)                       |
| 1.º  | Skopje (Oeste)                          |
| 2.º  | Tikvesh (Este)                          |

## Equipos participantes
| Equipo           | Ciudad    | Estadio                | Capacidad |
| ---------------- | --------- | ---------------------- | --------- |
| Akademija Pandev | Strumica  | Stadion Blagoj Istatov | 9.200     |
| Borec            | Veles     | Zoran Paunov Stadium   | 2.000     |
| Makedonija GP    | Skopie    | Estadio Gorče Petrov   | 3.000     |
| Pelister         | Bitola    | Tumbe Kafe Stadium     | 6.100     |
| Rabotnički       | Skopie    | Toše Proeski Arena     | 36.460    |
| Renova           | Džepčište | Ecolog Arena Tetovo    | 15.000    |
| Shkëndija        | Tetovo    | Ecolog Arena Tetovo    | 15.000    |
| Shkupi           | Skopie    | Stadion Čair           | 6.000     |
| Struga           | Struga    | Stadion Gradska Plazha | 2.500     |

## Tabla de posiciones
| Pos. | Equipo           | Pts. | PJ | G  | E  | P  | GF | GC | Dif. | Clasificación o descenso                                          |
| ---- | ---------------- | ---- | -- | -- | -- | -- | -- | -- | ---- | ----------------------------------------------------------------- |
| 1    | Shkupi (C)       | 76   | 33 | 23 | 7  | 3  | 66 | 21 | +45  | Primera fase clasificatoria de la Liga de Campeones 2022-23       |
| 2    | Akademija Pandev | 64   | 33 | 19 | 7  | 7  | 55 | 32 | +23  | Primera fase clasificatoria de la Liga Europa Conferencia 2022-23 |
| 3    | Shkëndija        | 61   | 33 | 16 | 13 | 4  | 49 | 25 | +24  | Primera fase clasificatoria de la Liga Europa Conferencia 2022-23 |
| 4    | Makedonija GP    | 57   | 33 | 17 | 6  | 10 | 46 | 44 | +2   |                                                                   |
| 5    | Renova           | 48   | 33 | 12 | 12 | 9  | 42 | 29 | +13  |                                                                   |
| 6    | Struga           | 47   | 33 | 12 | 11 | 10 | 33 | 33 | 0    |                                                                   |
| 7    | Bregalnica       | 45   | 33 | 12 | 9  | 12 | 45 | 47 | −2   |                                                                   |
| 8    | Rabotnički       | 43   | 33 | 13 | 4  | 16 | 29 | 35 | −6   |                                                                   |
| 9    | Skopje           | 35   | 33 | 9  | 8  | 16 | 27 | 45 | −18  | Promoción de descenso                                             |
| 10   | Tikvesh          | 34   | 33 | 9  | 7  | 17 | 36 | 38 | −2   | Promoción de descenso                                             |
| 11   | Borec            | 21   | 33 | 5  | 6  | 22 | 25 | 66 | −41  | Descenso a Segunda Liga de Macedonia 2022-23                      |
| 12   | Pelister (D)     | 14   | 33 | 2  | 8  | 23 | 16 | 54 | −38  | Descenso a Segunda Liga de Macedonia 2022-23                      |

 Fuente: Soccerway
Criterios de clasificación: 1) Points; 2) Goal difference; 3) Goals scored; 4) Head-to-head points; 5) Head-to-head goal difference; 6) Head-to-head away goals scored (only if two teams); 7) Head-to-head goals scored; 8) Draw; 9) Play-off. (Note: Criteria 2, 3 and 8 is only used if not deciding Champion, teams for UEFA competitions or relegation).